# Городищі (Бежецький район)
Городищі (рос. Городищи) — присілок в Бежецькому районі Тверської області Російської Федерації.
Населення становить 342 особи. Входить до складу муніципального утворення Городищенське сільське поселення.

## Історія
Від 2005 року входить до складу муніципального утворення Городищенське сільське поселення.

## Населення
| 1859 | 1887 | 1920 | 1997 | 2008 | 2010 |
| ---- | ---- | ---- | ---- | ---- | ---- |
| 237  | ↗250 | ↘248 | ↗381 | ↘378 | ↘342 |